# De revolte van de wormen
De revolte van de wormen is een hoorspel van Vitomil Zupan. Der Aufstand der Würmer werd op 12 oktober 1970 door de Hessischer Rundfunk uitgezonden. Jan van den Weghe vertaalde het en de TROS zond het uit op woensdag 1 oktober 1975. De regisseur was Harry Bronk. Het hoorspel duurde 51 minuten.

## Rolbezetting
- Hans Veerman (Boss)
- Hans Karsenbarg (Joe)
- Frans Somers (eerste beambte)
- Jan Borkus (tweede beambte)
- Willy Ruys (chef)
- Huib Orizand (Dolinar)
- Joke Reitsma-Hagelen (Betka)
- Gerrie Mantel (Malci)
- Frans Vasen (verteller)

## Inhoud
Twee jongeren, Boris Dolinar, bijgenaamd "Boss", en Joze Kovaz, bijgenaamd "Joe", hebben samen met twee meisjes een auto gestolen en hebben in een winkel ingebroken. Na een achtervolging worden ze opgepakt. Het verhoor van het inbrekerskwartet vormt de hoofdmoot van het hoorspel, dat de eerste prijs kreeg bij een Joegoslavische hoorspelwedstrijd. De jury schreef als motivering voor hun besluit, dat Zupans hoorspel "een objectief en juist beeld geeft van de relaties tussen de jonge en de oudere generatie, dat wil zeggen van de relaties tussen vaders en zonen. Vooral positief is het van het begin tot het einde volgehouden hoge kritische niveau, alsook de omstandigheid dat geen van beide zijden vertekend lijkt en dat noch de vaders noch de zonen veroordeeld of verdedigd worden."